# Lipopolysaccharid-bindendes-Protein
Das Lipopolysaccharid-bindende Protein (LBP) ist ein Akute-Phase-Protein und als löslicher Rezeptor Teil der Erkennungssysteme des angeborenen Immunsystems. Es ist in der Lage, den Lipid-A-Anteil von Lipopolysacchariden (LPS), die auf der Zellmembran von gram-negativen Bakterien vorkommen, zu binden. Dieser Komplex aus LBP und LPS kann dann von LBP-Rezeptoren auf Monozyten und Makrophagen wie CD14 erkannt werden. Die Rezeptorbindung führt zur Ausschüttung von proinflammatorischen Zytokinen wie IL-6, IL-1 und TNF-α.